# Sicinii
Légende :
♦Patricien, ♦Plébéien, ♦Consulaire, ♦Sénatorial, ♦Équestre
Gens et Liste des gentes romaines
Les Sicinii, parfois Siccii, sont les membres de la gens romaine plébéienne Sicinia (ou Siccia), restée célèbre pour avoir lutté contre les patriciens pour faire reconnaître les droits de la plèbe entre le VIe et le IVe siècle av. J.-C. La forme masculine du nomen a donné le mot italien Sicignano, nom d'une ville de la province de Salerne (Sicignano degli Alburni) et surnom utilisé dans le sud du pays, surtout en Campanie.

## Membres

### Sous la République
- (Sicinius), (v.-580 - ?);
  - (Sicinius), (v.-555 - ?);
    - Titus Sicinius Sabinus, (v.-530 - ap.-479), consul en 487 av. J.-C., seul membre des Sicinii à avoir atteint le consulat[1].

  - Lucius Sicinius, (v.-550 - ?)
    - Lucius Sicinius Bellutus (ou Vellutus), (v.-525 - ap.-491), tribun de la plèbe en 493, édile plébéien en 492[2] et de nouveau tribun en 491 av. J.-C.[2] Il est un des meneurs en 494 av. J.-C. lors de la première sécession de la plèbe qui se retire sur le mont Sacré. Les plébéiens prononcent un serment par lequel ils se dotent de magistrats, les tribuns de la plèbe, afin de lutter contre l'arbitraire des magistrats patriciens. Bellutus est un des cinq premiers tribuns élus. Lors de son deuxième tribunat, avec son collègue Marcus Decius, ils s'opposent à Coriolan et le font arrêter par les édiles plébéiens[3],[a 1];
      - ? (Sicinius), (v.-500 - ?);
        - ? Caius Sicinius, (v.-480 - ap.-449), tribun de la plèbe en -449, descendant de Lucius Sicinius Vellutus[a 2]. Cette année-là, le collège des tribuns rétablit le consulat après la deuxième sécession de la plèbe et la chute des décemvirs[4].
          - ? (Sicinius), (v.-450 - ?);
            - ? Titus Sicinius, (v.-420 - ap.-393), tribun de la plèbe en -395, -394 et -393. Il propose de déplacer une partie de la population de Rome pour repeupler Véies mais son action est bloquée par le veto de ses collègues Quintus Pomponius et Aulus Verginius. Ces derniers sont poursuivis en justice pour cette raison en 393 av. J.-C.[5][6]
            - ? Lucius Sicinius, (v.-415 - ap.-387), tribun de la plèbe en -387, propose la distribution des territoires conquis dans la plaine pontine parmi le peuple, ce qui provoque des troubles politiques et civils[7],[a 3].

    - ? Spurius Sicinius (ou Icilius), (v.-520 - ap.-492), tribun de la plèbe en 492 av. J.-C., assure le passage d'une loi interdisant d'interrompre un tribun pendant qu'il s'exprime à la tribune (Lex Icilia)[2],[8].
      - ? Cnaeus Sicinius (ou Siccius), (v.-500 - ap.-470), tribun de la plèbe élu en 470 av. J.-C., lors de la première élection des tribuns par les comices tributes (Lex Publilia Voleronis). Il attaque en justice, avec son collègue Marcus Duilius, Appius Claudius, à qui il reproche son opposition à l'application d'une loi agraire[9].
        - ? Lucius Sicinius (ou Siccius[10]) Dentatus, (v.-480 - -449), leader plébéien populaire au sein de l'armée, « couvert de gloire ayant combattu dans cent-vingt batailles et reçu quarante-cinq blessures » et surnommé l'« Achille romain ». Il est élu tribun de la plèbe en -454, assure l'application de la Lex Icilia et fait condamner deux consuls à payer une amende. Lieutenant durant la campagne contre les Sabins menées par les décemvirs en 449 av. J.-C., il est assassiné par ces derniers qui déguisent leur crime en une embuscade sabine[a 4]. Son meurtre soulève les soldats contre les décemvirs. Associé au meurtre de Verginia à Rome, il a pour conséquence la deuxième sécession de la plèbe et la chute des décemvirs[11].
- Cnaeus Sicinius, (v.-220 - ap.-170), édile en -185, préteur en -183, envoyé ambassadeur avec deux collègues dans les Gaules en 170 av. J.-C..
- Sicinius, (v.-140 - ?);
  - Caius Sicinius, (v.-105 - ap.v.-70), questeur vers -70, petit-fils de Quintus Aulus Pompeius (consul en -141), cité par Cicéron dans ses lettres à Brutus (vers 76), comme l'un des orateurs romains.
- Cnaeus Sicinius ou Lucius Sicinius, (v.-105 - ap.-76), tribun de la plèbe en -76: il est le premier à attaquer les réformes de Sylla affaiblissant le tribunat.
- Quintus Sicinius, (v.-80 - ap.-49), triumvir monétaire en -49, partisans de Pompée.

### Sous le Principat
- Sicinius, (v.80 - ap.v.144);
  - Sicinius Aminus, (v.105 - v.144)citoyen d'Oea;
    - Sicinius Pontianus, (v.135 - v.158), chevalier romain, intente un procès à Apulée vers 158.
    - Sicinius Pudens, (v.135 - ap.158);

  - Sicinius Aemilianus, (v.110 - ap.158);
  - Sicinius Clarus, (v.120 - ?);
    - ? (Sicinius Clarus), (v.150 - ?);
      - ? Quintus Sicinius Clarus, (v.175 - ap.205), consul suffect vers 205;